# Veronica cana
Veronica cana är en grobladsväxtart som beskrevs av Nathaniel Wallich och George Bentham. Veronica cana ingår i släktet veronikor, och familjen grobladsväxter. Inga underarter finns listade i Catalogue of Life.